# Liane G. Benning
Liane G. Benning (Alemanha, novembro de 1963) é uma professora alemã de geoquímica no Centro Alemão de Pesquisa em Geociências - GFZ e na Universidade de Leeds, pesquisadora na área de nucleação, crescimento e cristalização de fases minerais. Ela investigou a biodiversidade em ambientes extremos e desenvolveu técnicas de imagem de alta resolução.
Em 2016, a ex-presidente da Sociedade Europeia de Geoquímica (do inglês: European Geochemical Societ) foi consagrada com a Medalha Bigsby.

## Biografia

### Infância e educação
Benning estudou geologia e petrologia na Universidade de Quiel, completando o bacharelado em 1987. Então mudou-se para a Escola Politécnica Federal de Lausana (do francês: École Polytechnique Fédérale de Lausanne) para estudar pós-graduação, concluindo em 1995 o doutorado em geoquímica. Ela foi supervisionada por Hu Barnes e Terry Seward, e trabalhando com ofiolitos. Em 1996, Ela ingressou na Universidade Estadual da Pensilvânia como pesquisadora de pós-doutorado. Ela realizou uma bolsa de estudos internacional da Fundação Nacional de Ciências da Suíça (do inglês: Swiss National Science Foundation).

### Pesquisa e carreira
Em 1999, Benning mudou-se para a Universidade de Leeds como bolsista de pesquisa da Royal Society University, onde estudou a adaptação de seres em ambientes extremamente frios. Assim projetou e testou um aparelho que procura vida nesses ambientes, como por exemplo na superfície de Marte. Ela analisou os micróbios encontrados nas amostras coletadas no Ártico para obter informações genéticas. Em 2000, tornou-se professora, desde então tem investigado vários desafios ambientais fundamentais. Esteve envolvida com o desenvolvimento de técnicas síncrotron, estabelecendo os mecanismos de interações minerais in situ. Trabalhou na nucleação de sulfuretos de ferro, que regulam o ferro geoquímico e o enxofre no ambiente.
Em 2014, foi nomeada como chefe de Geoquímica de Interface no Centro Alemão de Pesquisa em Geociências - GFZ. Faz parte do Projeto REMACA da Fundação Polar (grupo que exploram a atividade microbiana e de carbono na Antártica Oriental).
Benning estudou o manto de gelo da Groenlândia, investigando como o albedo varia devido às interações de micróbios e partículas.
Liderou um projeto do Conselho de Pesquisa em Meio Ambiente (do inglês: Natural Environment Research Council) para entender como as partículas escuras (pretas) e os processos microbianos (bloom) afetam o derretimento das placas de gelo e, a sucessão de micróbios do gelo aos solos com vegetação. Embora se assumisse que o baixo albedo nas geleiras, que é tipicamente atribuído à fuligem ou poeira, é na verdade devido a populações microbianas; identificou que as áreas mais escuras na superfície do manto de gelo abrigam o maior número de microrganismos. A pesquisa combina análise geoquímica com modelos computacionais, permitindo a modelagem do crescimento de populações microbianas em resposta à temperatura do solo e à luz solar. Também procura investigar o crescimento e disseminação de microorganismos em um clima mais quente.
Em abril de 2016, uniu-se a Universidade Livre de Berlim e a Universidade de Potsdam. Em Postdam, ela lidera o projeto Mecanismo de Imagem e Análise Espectral (do inglês: Imaging and Spectral Analysis Facility).
Faz parte do conselho editorial da revista Cartas de Perspectivas Geoquímicas (do inglês: Geochemical Perspectives Letters), da Associação Européia de Geoquímica (do inglês: European Association of Geochemistry. Também é membro da Academia da Europa e esteve envolvida com o Instituto de Astrobiologia da NASA.

## Prêmios
A professora Liane foi laureada com os seguintes prêmios:
- 2018: Membro eleito da Academia de Ciências Leopoldina;[30]
- 2016:
  - Sociedade Mineralógica da Grã-Bretanha e Irlanda Schlumberger Award;[31]
  - Geological Society of London Medalha Bigsby;[32][6]
- 2015:
  - Presidente da Associação Europeia de Geoquímica;[33]
  - Prêmio do mérito da pesquisa de Royal Society Wolfson 2009;[34]
- 2009: Associação Europeia de Conselho de Geoquímica.[35]